# 1801年の相撲
1801年の相撲（1801ねんのすもう）は、1801年の相撲関係のできごとについて述べる。

## 興行
- 3月場所（江戸相撲）[1]
  - 興行場所:深川八幡社内
  - 4月15日（旧3月3日）より晴天10日間興行
- 8月場所（大坂相撲）[1]
  - 興行場所:南堀江
  - 9月8日（旧8月1日）より興行
  - 8月場所（京都相撲）[1]
  - 興行場所:二条川東
- 11月場所（江戸相撲）[2]
  - 興行場所:本所回向院
  - 12月29日（旧11月24日）より晴天10日間興行
    - 6日目で打ち上げ。